# هجرت (قنبد قابوس)
هجرت (بالفارسية: هجرت) هي قرية تقع في قسم سلطانعلي الريفي في إيران. يقدر عدد سكانها بـ 93 نسمة .